# Vadi Šab
Vadi Šab je vadi v vzhodnem gorovju Hadžar in se izliva v Omanski zaliv pri vasi Aš Šab, kjer ga je mogoče prečkati po novi štiripasovnici, ki povezuje Qurayyat s Surom ali s čolnom.
Kot vadi Tivi, ki poteka vzporedno malo južneje in je del regije Aš Šarkija.
Bližnje arheološko najdišče je bilo predmet arheoloških izkopavanj med letoma 2001 in 2005.
Je tudi zelo priljubljena izletniška destinacija, saj se je v potoku možno kopati. Obstajajo tudi pohodne poti.